# Platynota polingi
Platynota polingi es una especie de polilla del género Platynota, tribu Sparganothini, subfamilia Tortricinae.

## Distribución
Se distribuye por Estados Unidos (Arizona).

## Taxonomía
Fue descrita por Powell & Brown en 2012 y publicada en The Moths of North America 8.1: 125.